# Cagiva W

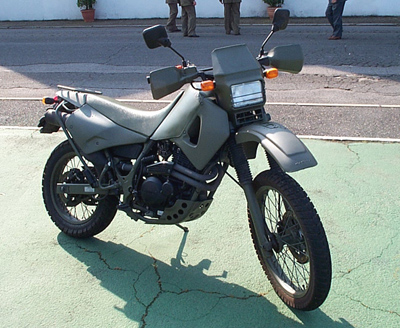
Une Cagiva w12 de l'armée italienne.

Les Cagiva W sont une série de moto remplaçant les Cagiva T4  à partir de 1991, jusqu'à 2001.

## Cagiva a8
La cagiva A8 est une moto 125cc3 qui a été l'aboutissement d'une demande de renouvellement du parc de motocycles de l'Armée de Terre française. Plusieurs marques de motos ont essayé de répondre à l'appel d'offre mais c'est bien la cagiva A8 qui a été retenue et commandée vers la fin des années 1980. La cagiva A8 est une moto robuste et très polyvalente cependant sa mécanique réclame quand même une attention particulière. Son moteur 2 temps agréable et nerveux délivre un couple suffisant tandis que l'autonomie est assurée grâce à un réservoir de presque 20 L.